# 捷途汽车

捷途于2023年启用的二级标

捷途汽车是中国汽车制造商奇瑞汽车于2018年推出的品牌，其車型一般以跨界休旅車、运动型多用途车以及越野车為主。
捷途汽车拥有独立的销售渠道，其主要競爭對手是寶駿汽車。该品牌亦在中东、菲律宾、俄罗斯、埃及、印尼，以及一些拉美国家，如智利、多明尼加共和国、秘鲁、乌拉圭、墨西哥、巴拿马和厄瓜多尔均有销售。

## 历史
2018年1月22日，奇瑞汽车旗下商用车事业部在北京发布捷途产品序列。捷途以“旅行+”细分市场作为定位，以可扩展性平台iPeL为主平台，初期发展计划为“4+3+N”的产品布局。发布会上首发捷途X70及捷途X70S车型。同年4月下旬的北京车展上，捷途推出了捷途X纯电动概念车，全球首发跨界SUV捷途X90。捷途的全产品线均处于中型及以上，提供5、6或7座配置选项，同时提供内燃机、纯电动和插电式混合动力。2021年，捷途品牌独立运营。
2023年4月，在马尼拉国际车展上，捷途品牌正式宣布进入菲律宾市场。同年又进入俄罗斯市场销售。
2023年11月14日，捷途发布新能源序列“捷途山海”，首款车型山海L9上市销售，同时亮相山海T-L和山海L6。
2024年4月，捷途确认准备生产右驾车型，以进入印尼、马来西亚等右驾市场。

## 经营模式
捷途汽车以通过网络直播和短视频的营销手段提高销量，该品牌的高管、普通员工及经销商销售人员均开设有账号。2024年4月-5月，捷途汽车宁夏经销店的抖音账号因直播期间出现女主播裙底的不雅画面，引发争议。涉事门店工作人员表示是“无心的错误”，并非打擦边球；另外品牌对主播着装有严格的管理规定，每场直播和作品还需经过厂家审核。而涉事账号已被抖音平台无限期封禁。

## 车型

### 现存车型
- 捷途山海T7（即将发布），全尺寸混动SUV，具备水陆两用、高原氧舱、防弹防爆、无人机探测等功能[22]
- 捷途山海T5（即将发布），全尺寸混动SUV，亦为该品牌首款非承载式车身SUV[22]
- 捷途山海P5（即将发布），中型混动皮卡[23]
- 捷途旅行者（2023年至今），中型SUV
  - 捷途山海T2（2024年至今），捷途旅行者的混动版
- 捷途大圣（英语：Jetour Dashing）（2023年至今），紧凑型SUV
  - 捷途山海L6（英语：Jetour Dashing）（2024年至今），捷途大圣的混动版
- 捷途山海T1（即将发布），紧凑型混动SUV[24]
- 捷途X90（英语：Jetour X90）（2019年至今），中型SUV
  - 捷途X90 Plus（2021年至今），X90的升级版
    - 捷途X90 Pro（2024年至今），X90 Plus的升级版

  - 捷途山海L9（2024年至今），X90 Pro的混动版
- 捷途X70 Plus（2022年至今），中型SUV，X70的第二代版本
  - 捷途X70 Pro（2023年至今），X70 Plus的升级版
  - 捷途X70 C-DM（2024年至今），X70 Plus的混动版
- 捷途X70（英语：Jetour X70）（2018年至今），中型SUV
  - 捷途X70M（2020年至今），X70的经济版

#### 外销车型
- 捷途冰淇淋（英语：Chery QQ Ice Cream）（2023年至今），奇瑞QQ冰淇淋在菲律宾的换标版本[25]
- 捷途X50（英语：Soueast DX5）（2024年至今），东南DX5在菲律宾的换标版本[26]

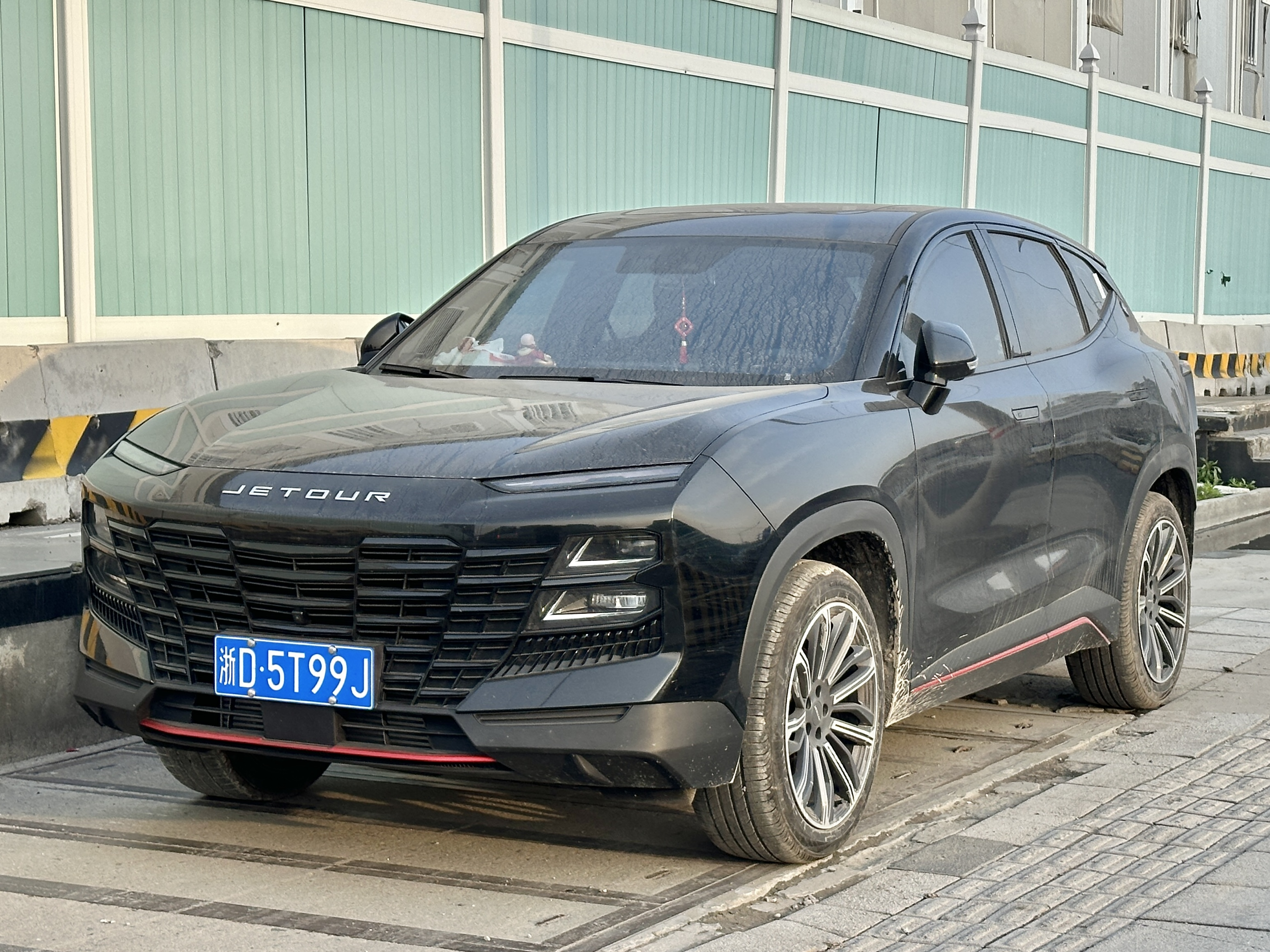
捷途大圣
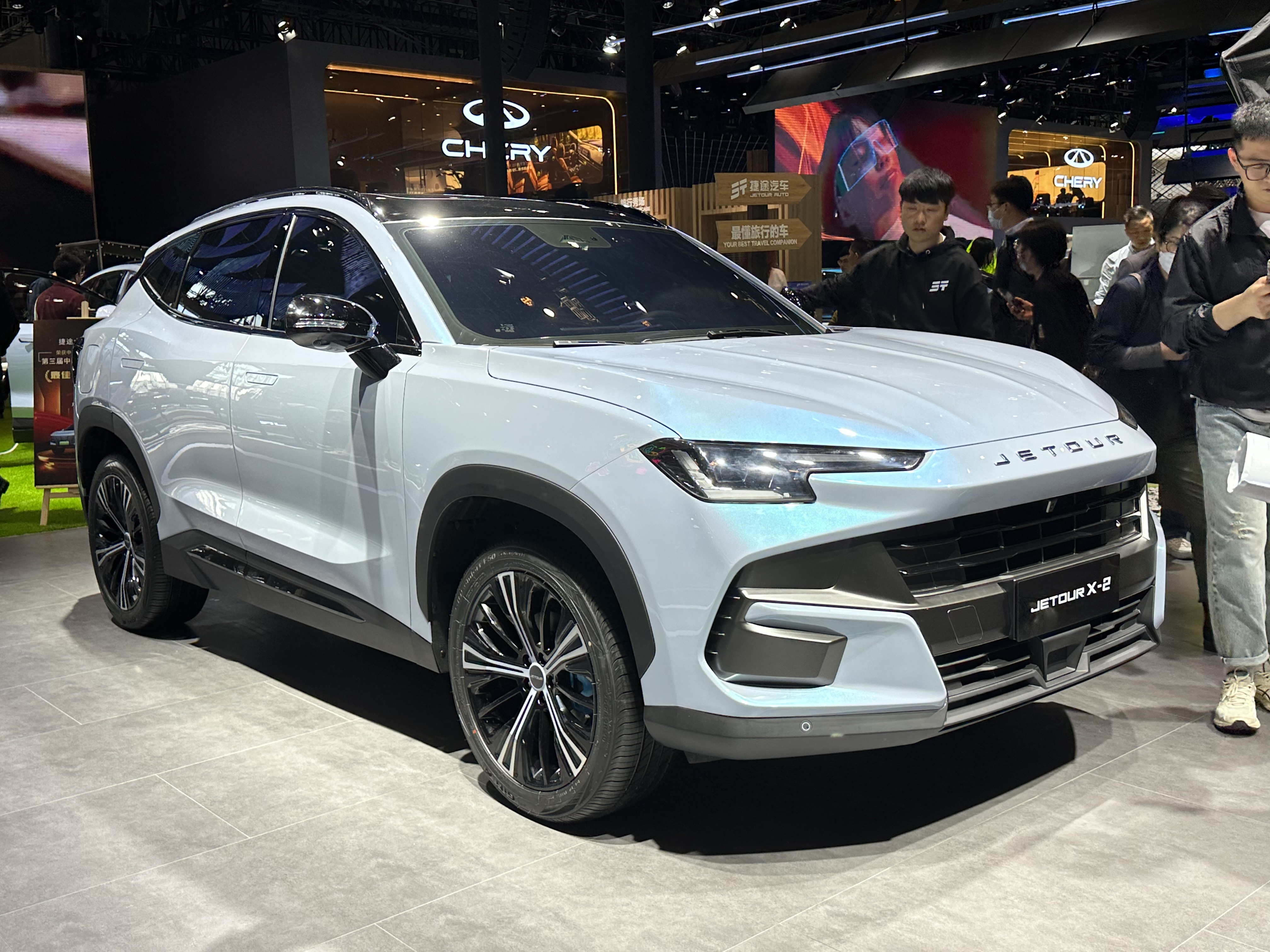
捷途X-2
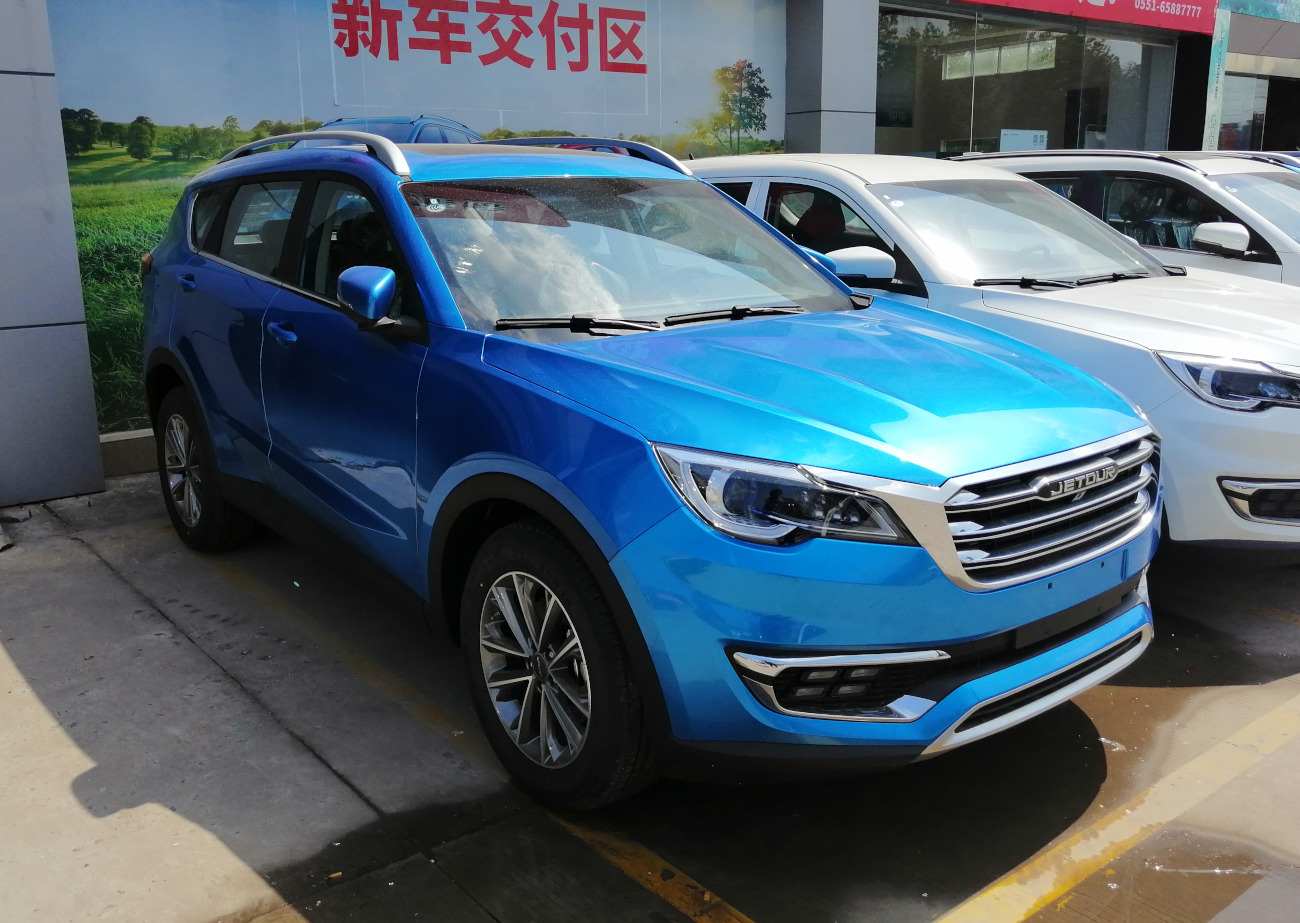
捷途X70
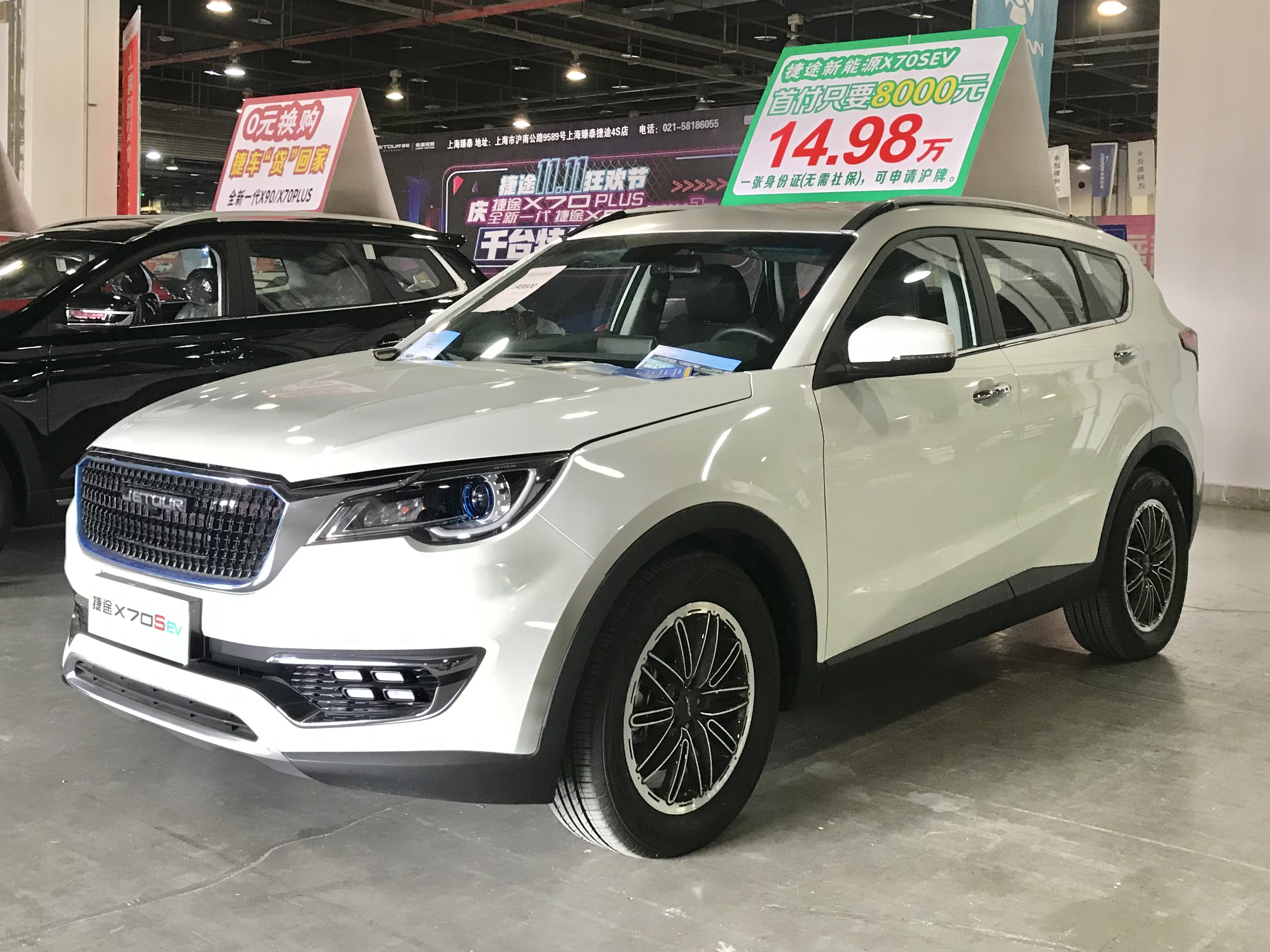
捷途X70S
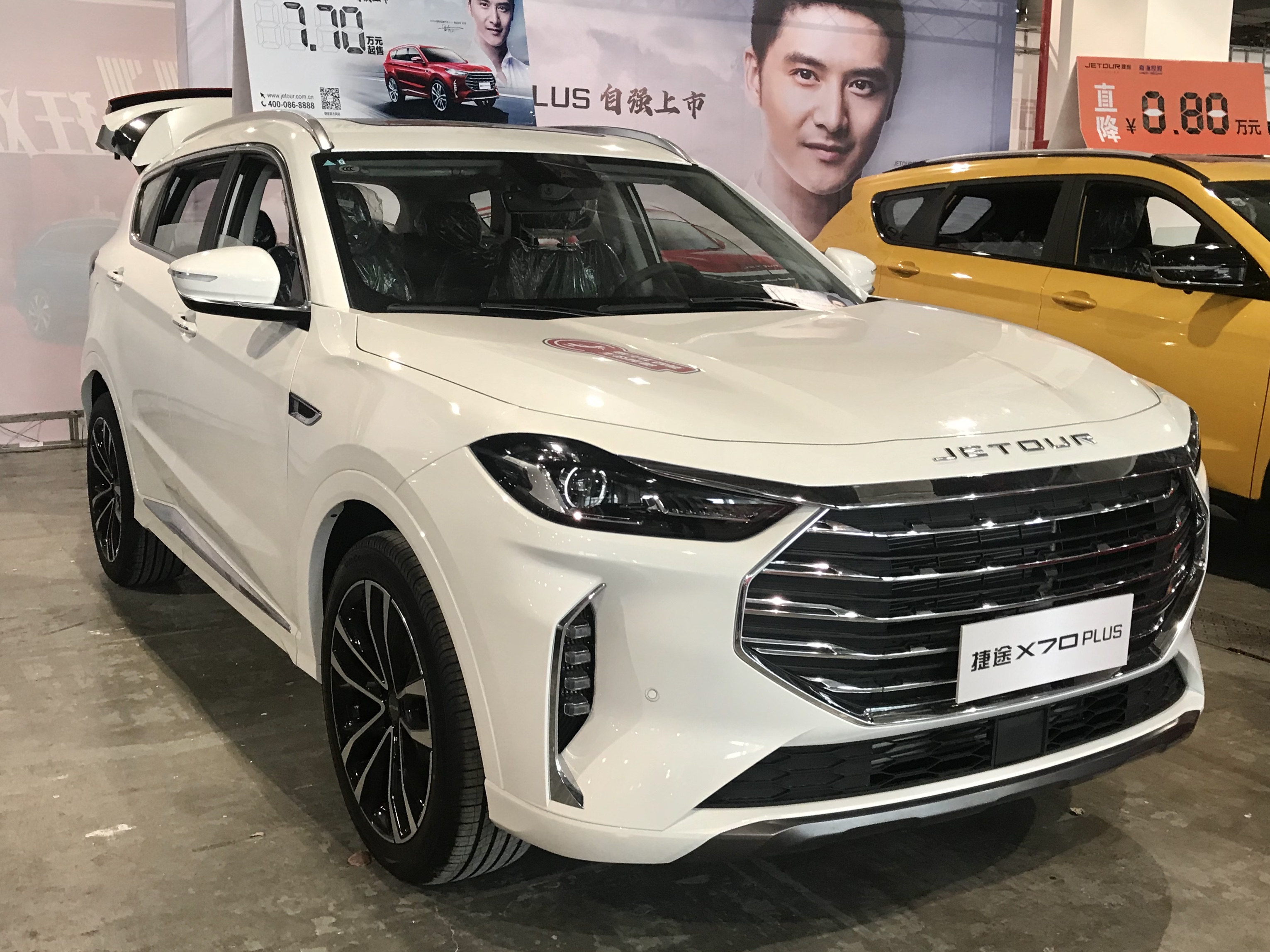
捷途X70 Plus
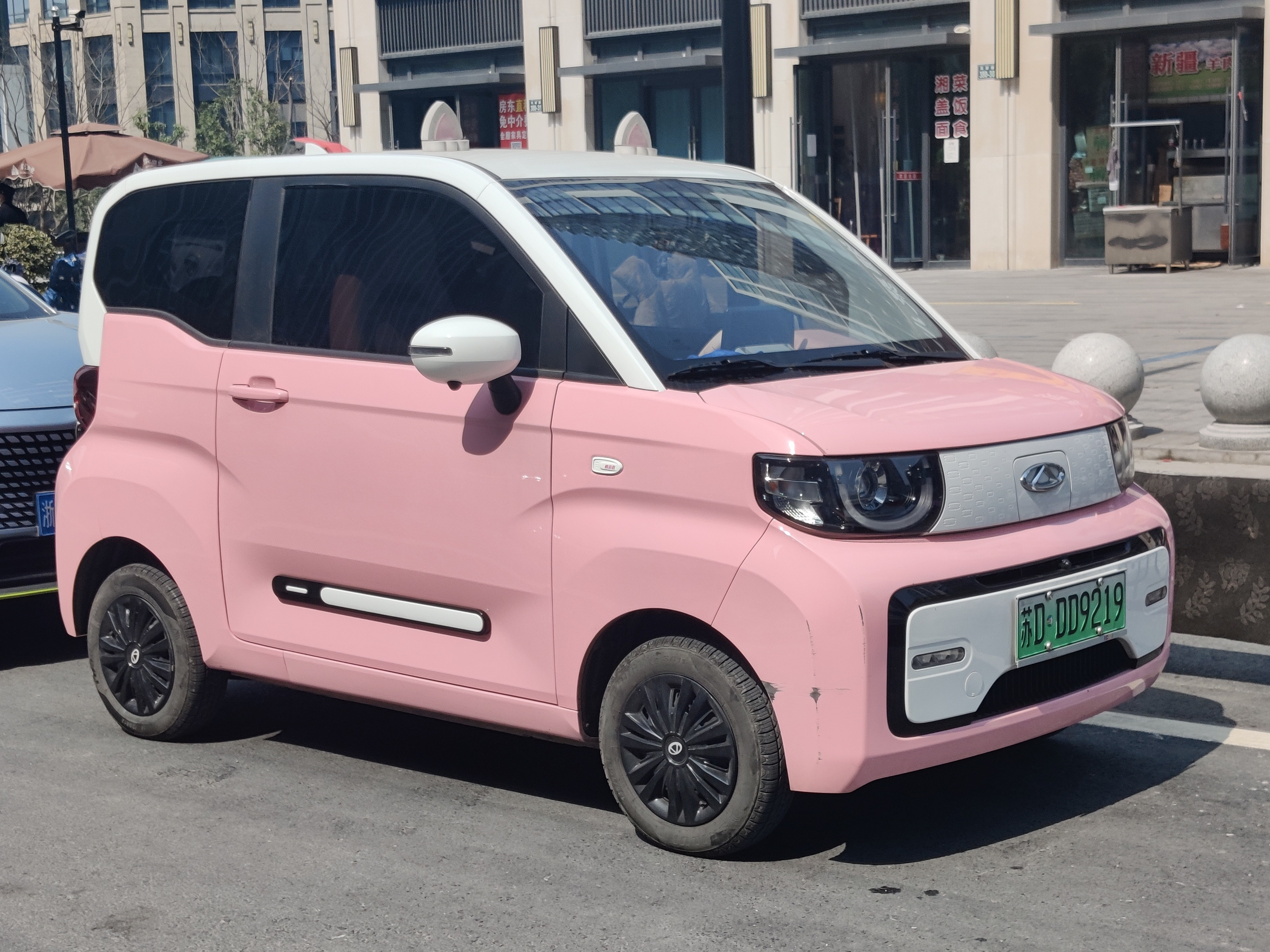
捷途冰淇淋
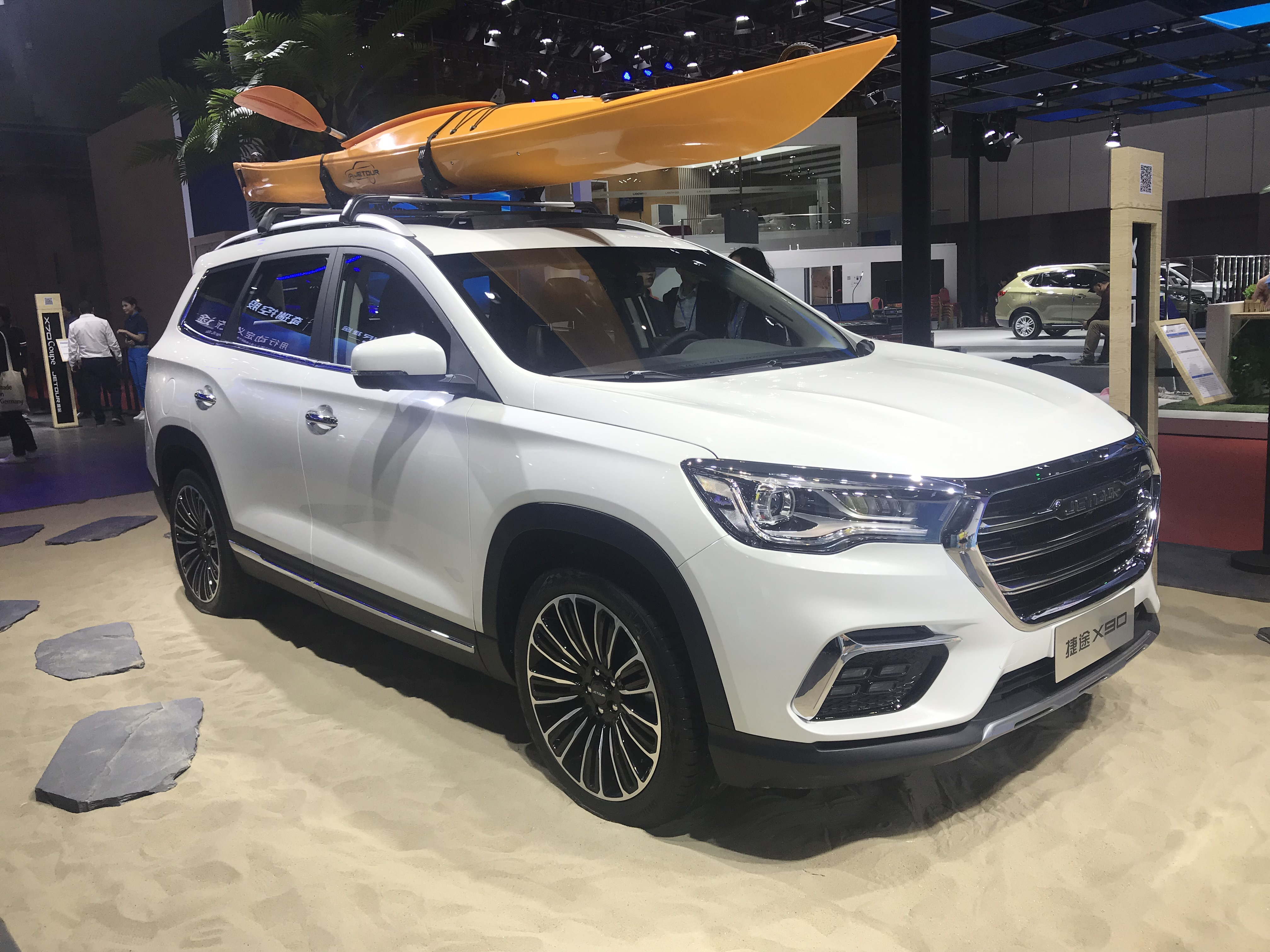
捷途X90
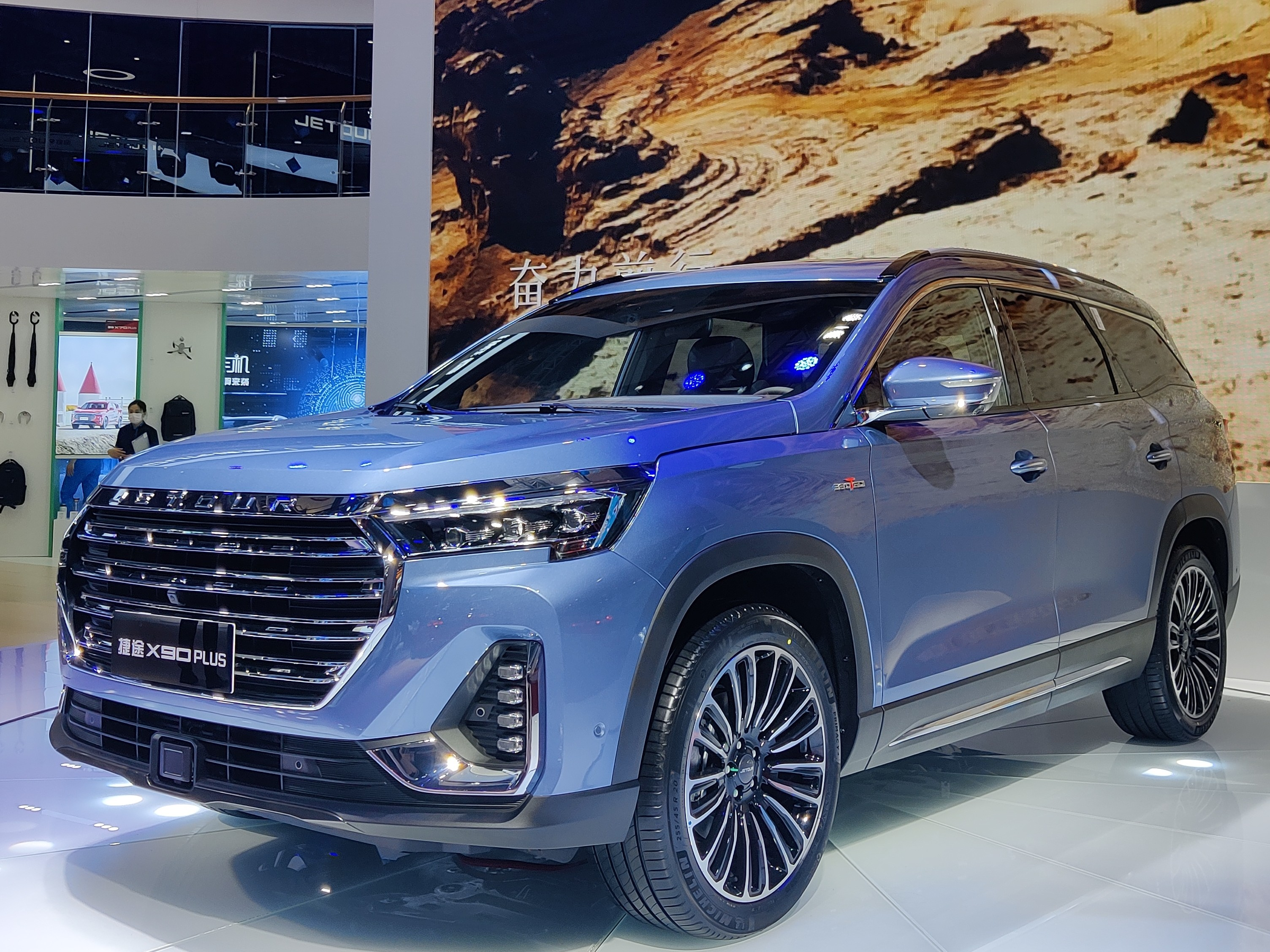
捷途X90 Plus
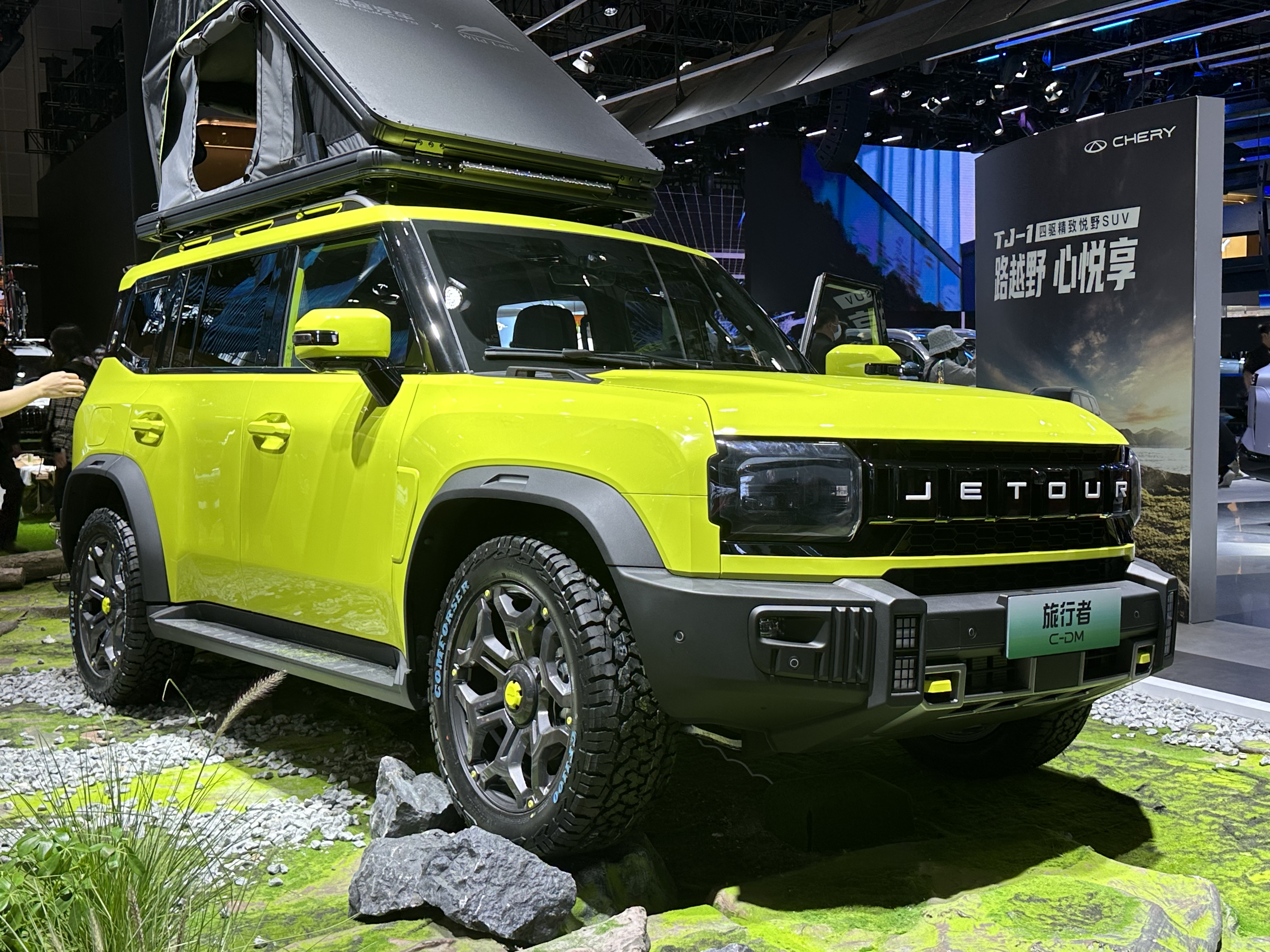
捷途旅行者

### 停产车型
- 捷途X70 Coupe（英语：Jetour X70）（2018年-2020年），X70的跑车版
- 捷途X95（英语：Jetour X95）（2019年2020），中型SUV

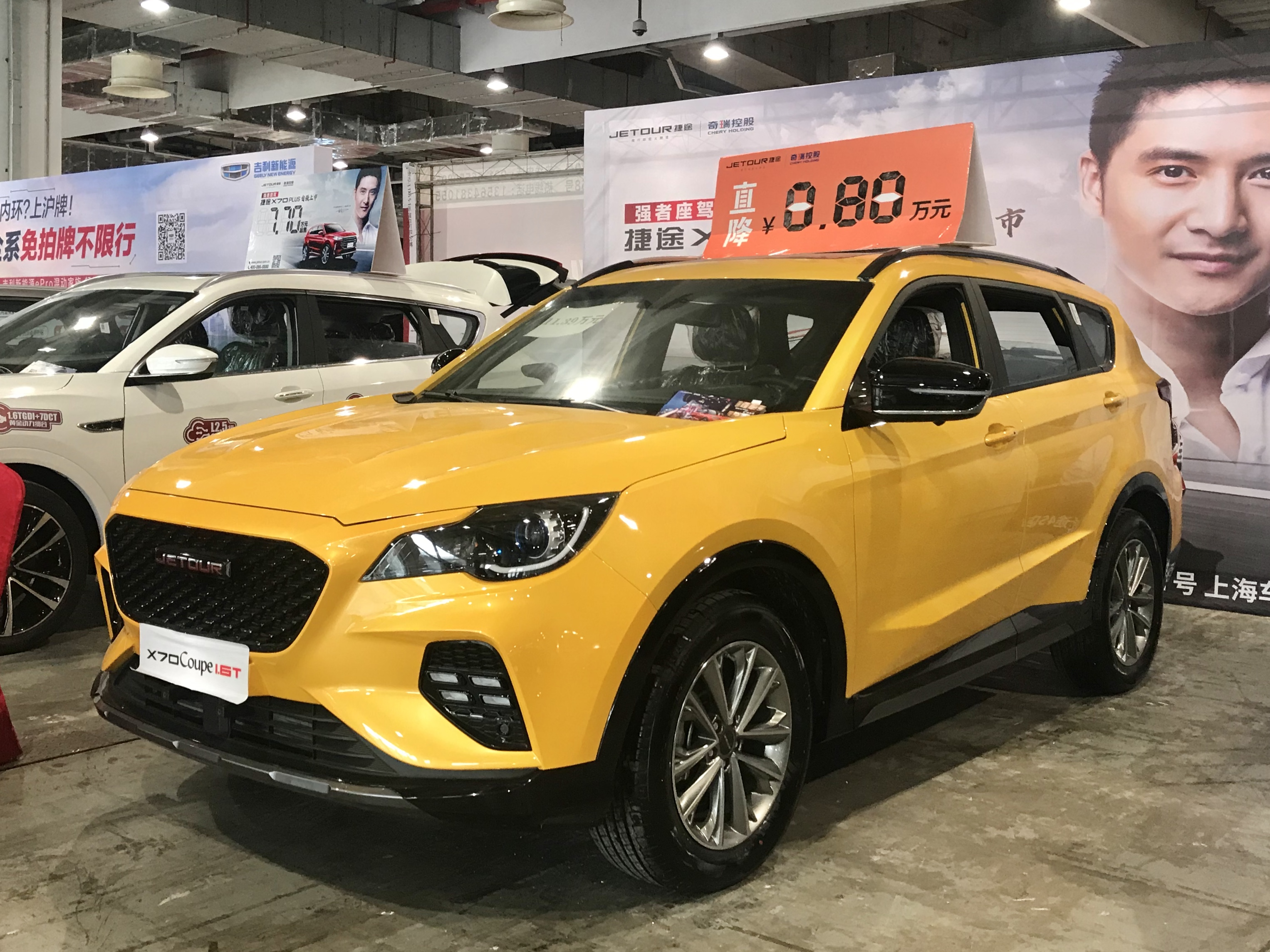
捷途X70 Coupe
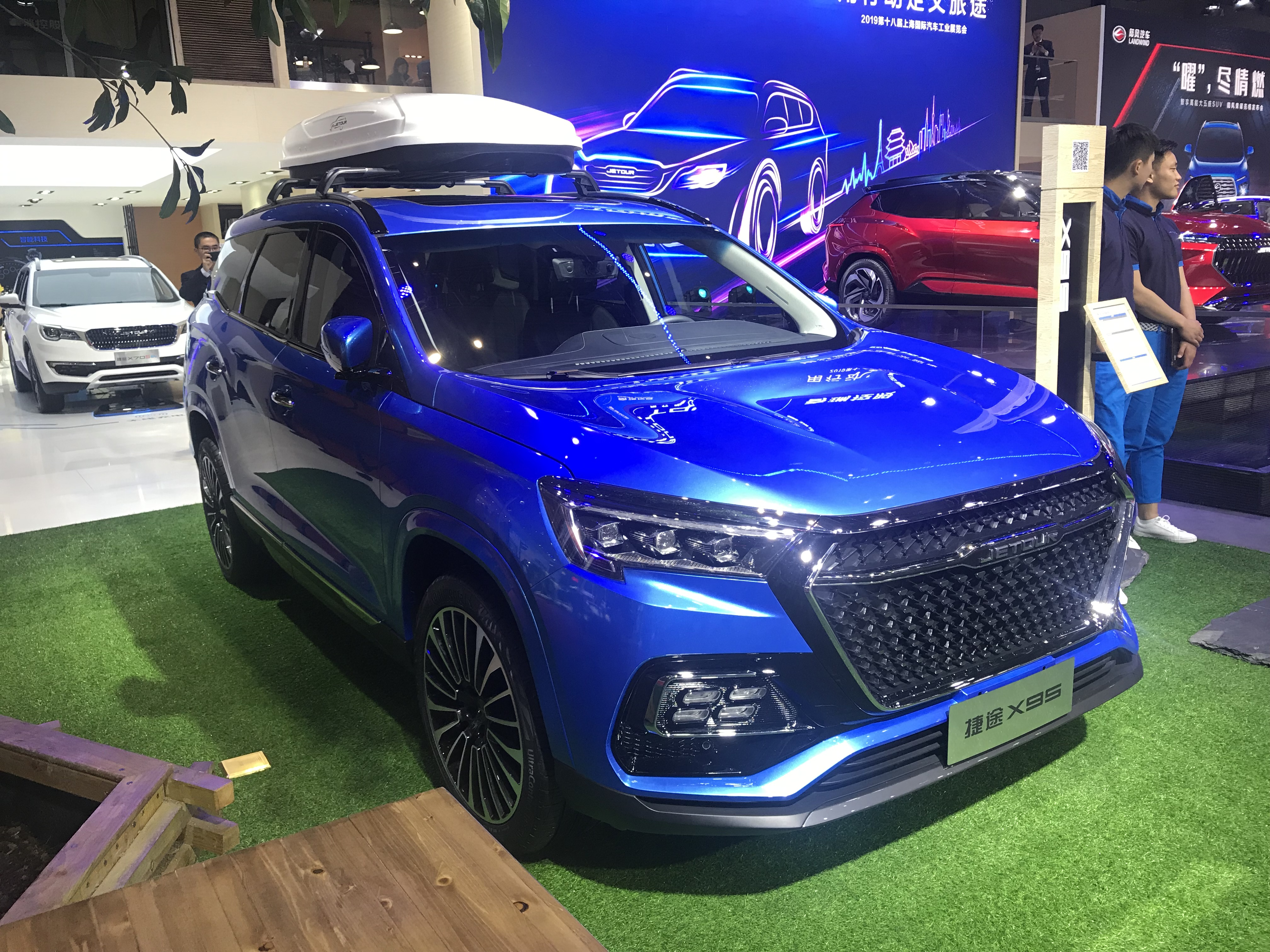
捷途X95